# Sablia valesicola
Sablia valesicola är en fjärilsart som beskrevs av Achille Guenée 1852. Sablia valesicola ingår i släktet Sablia och familjen nattflyn. Inga underarter finns listade.